# Блуи
Блуи (енгл. Bluey) аустралијска је анимирана телевизијска серија коју је створио Џо Брум за ABC Kids. Серија прати пустоловине Блуија, штенета аустралијског говедара, који уз своју породицу и пријатеље учи о свету и животу. У Србији је емитује Dexy TV од 19. децембра 2023.
Блуи је остварио огромну гледаност првенствено у Аустралији, а касније и у остатку света. Освојио је неколико награда, међу којима је и награда Пибоди. Телевизијски критичари су похвалили серију због приказа модерног породичног живота, конструктивних родитељских порука и улоге Блуијевог оца као позитивне очинске фигуре.

## Радња
Серија описује пустоловине симпатичног и неуморног штенета аустралијског говедара по имену Блуи, који заједно са својом сестром Бинго, родитељима и пријатељима учи о свету и животу.

## Епизоде
| Сезона | Сезона | Епизоде | Епизоде           | Оригинално емитовање | Оригинално емитовање |
| Сезона | Сезона | Епизоде | Епизоде           | Премијера            | Финале               |
| ------ | ------ | ------- | ----------------- | -------------------- | -------------------- |
|        | 1.     | 52      | 26                | 1. октобар 2018.     | 26. октобар 2018.    |
| 26     | 1.     | 52      | 1. април 2019.    | 12. децембар 2019.   |                      |
|        | 2.     | 52      | 26                | 17. март 2020.       | 11. април 2020.      |
| 26     | 2.     | 52      | 25. октобар 2020. | 4. април 2021.       |                      |
|        | 3.     | 50      | 26                | 5. септембар 2021.   | 16. децембар 2021.   |
| 11     | 3.     | 50      | 13. јун 2022.     | 23. јун 2022.        |                      |
| 10     | 3.     | 50      | 9. април 2023.    | 11. јун 2023.        |                      |
| 3      | 3.     | 50      | 7. април 2024.    | 21. април 2024.      |                      |